# 微笑的面具
《微笑的面具》是一部1940年的荷属东印度（即如今的印度尼西亚）动作电影，由楊安然执导，是友联影业发行的第一部作品。电影由巴素基·里索博沃、法蒂玛和乌江主演，讲述一对年轻情侣在一位蒙面人的帮助下对抗犯罪分子的故事。
《微笑的面具》的广告宣传将本片比喻为“一杯印度尼西亚暴力动作……和甜蜜恋情（混合）的鸡尾酒”，影片上映后获得了正面评价，特别是其摄影表现得到好评。影片获得成功后，友联影业又制作了6部电影，直到1942年初日本占领印度尼西亚后被迫关闭时止。这部电影至少上映到了1944年8月，但如今很可能已经佚失。

## 剧情
万丹省坦格朗市芝波达斯有一位名叫米娜西（Minarsih，法蒂玛饰）的年轻女子，这天她遇上了4个暴徒，幸得画家巴苏基（Basuki，巴素基·里索博沃饰）所救。两人随后陷入情网，并开始计划长相厮守。但是，一个有钱人打算强娶米娜西，并派人来绑架她。巴苏基双拳难敌四手，但很快得到一位蒙面人（乌江饰）的帮助，此人拥有几乎不可思议的格斗技能，没人知道他的真实身份，只能称他为“微笑的面具”。经过两轮大战，巴苏基和微笑的面具取得了胜利，巴苏基也从此与米娜西过上幸福祥和的生活。

## 制作

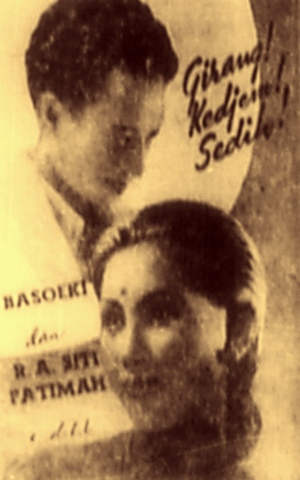
巴素基·里索博沃和法蒂玛是《微笑的面具》的两位明星

荷属东印度的电影业曾在大萧条期间遭受重创，但伴随着《月光曲》（Terang Boelan）、《法蒂玛》（Fatima）和《白茅》（Alang-Alang）在商业上获得成功，行业的元气已经恢复。电影的产量有所增加，1940年时殖民地新开设了4家制片厂，友联影业就是其中之一。《微笑的面具》则是该公司制作的第一部电影。友联影业的总部位于巴达维亚的普林森兰（Prinsenlaan，如今雅加达的塔曼纱丽），由华裔商人翁福林创办，不过公司的日常运作则由蔡马俊负责。《微笑的面具》的外景拍摄主要是在芝波达斯（Cibodas）进行，其中包括有动作、喜剧和歌唱等多种元素。
影片由楊安然执导，乌江、法蒂玛和巴素基·里索博沃主演，其他演员包括波尼曼和艾迪·科克（Eddy Kock）。乌江出演本片前曾是舞台剧演员，法蒂玛和巴素基都是接受过正规教育的贵族人士。印度尼西亚电影历史学家米斯巴赫·尤萨·贝然（Misbach Yusa Biran）认为，演员的身份和教育程度都表明，影片的目标观众是知识阶层，这还体现了友联影业的既定目标：“提高印度尼西亚的艺术品质”。
《月光曲》获得成功后，荷属东印度的电影产业开始模仿好莱坞的制作模式，期望以此来确保在票房上取得佳绩。印度尼西亚电影学者艾基·伊曼查亚（Ekky Imanjaya）和賽義德·萨利姆（Said Salim）认为，《微笑的面具》有受到布莱姆·斯托克1897年小说《德拉库拉》的好莱坞改编电影影响。不过两人都没有进行比较和举例来证明这种影响。
《微笑的面具》并不是印度尼西亚历史上首部包含一位戴面具英雄人物的当代电影。陈氏影业就曾在1939年推出《黑乌鸦》（Gagak Item），其中的黑乌鸦就是位蒙面英雄，之后瓜哇工业电影推出的1941年电影《黑狼》（Srigala Item）又延续了这一趋势。与其他当代电影类似，《微笑的面具》中也包含有多首格朗章曲目，这些曲目均由波尼曼完成。

## 发行和反响
《微笑的面具》于1940年7月在巴达维亚上映，并在7月20日面向新闻媒体进行放映。到9月时，影片已经在泗水上映。包括《觀察報》（Pemandangan）在内的一些报纸广告上称电影片名为《勃良安勇士》（Pendekar dari Preanger），有些报纸上刊登的则是荷兰语片名。广告宣传中形容这是一杯“印度尼西亚暴力动作……和甜蜜恋情（混合）的鸡尾酒”，电影获得的分级表明影片适合任意年龄段观众欣赏。
《觀察報》评论员兼剧作家沙伦在文章中称赞影片的品质可与进口的好莱坞制作相提并论，并且特别赞颂了其摄影和风光之美。《巴达维亚报》（Bataviaasch Nieuwsblad）的一篇评论也认为电影的摄影表现值得称道，还认为电影成功地把本地与欧洲的情感结合起来。根据这篇评论，本片表现超出预期，但也很显然是一家电影公司初出茅庐的作品。《泗水商报》（Soerabaijasch Handelsblad）的评论中称《微笑的面具》是荷属东印度最优秀的本土电影之一，并特别强调了其中摄影和演员表演的优异品质。

## 影响
《微笑的面具》获得成功后不久，沙伦加入了友联影业，一共为该公司创作了四部电影的剧本。不过楊安然很快就跳槽到了另一家电影公司，所以这些剧本都是由友联新聘请的拉登·阿里芬（Raden Ariffien）和胡担任导演。1940到1941年间，友联影业一共制作了7部影片，但到1942年初就因日本占领印度尼西亚被迫关闭。根据记载，本片的几位主要演员里只有法蒂玛和乌江继续在演员职业生涯发展，两人都出演了友联影业之后的多部作品。到了20世纪50年代，里索博沃开始在电影幕后工作，成为包括《血與誓》（Darah dan Doa）在内多部电影的艺术指导设计师。
《微笑的面具》至少放映到了1944年8月，但如今很可能已经佚失。当时荷属东印度电影的录制胶片主要是由极易燃烧的硝化纤维制成，1952年，印尼国家电影制作仓库发生火灾，仓库中的大部分物品毁于一旦，这以后为了消除火灾隐患而专门销毁了所有存放老电影的硝化纤维胶片。美国视觉人类学家卡尔·海德（Karl G. Heider）据此推测，所有1950年以前制作的印尼电影都已失落。不过，·克里斯坦托（J.B. Kristanto）则在《印尼电影目录》中表示，有多部电影通过印尼电影资料馆的存档得以保存下来，电影历史学家米斯巴赫·尤萨·贝然还指出，有几部日本宣传电影通过荷兰政府新闻处留存至今。

## 解释说明
1. ↑  来源中称法蒂玛接受过教育，但没有没有说明教育程度和所学专业，巴素基之前曾是教师。Biran (2009，第244頁)
2. ↑  原文为：“……buat mengangkat derajatnya kesenian Indonesia.”
3. ↑  原文为：“... een indonesische cocktail van heftige acties ... zoete romantiek”

## 脚注
1. 1 2 3 4  Soerabaijasch Handelsblad 1940, (untitled).
2. 1 2  Soerabaijasch Handelsblad 1940, Kedok Ketawa.
3. ↑  Biran 2009，第205頁.
4. 1 2 3  Biran 2009，第232頁.
5. ↑  Biran 2009，第205, 232–233頁.
6. ↑  Pemandangan 1940, (untitled); Soerabaijasch Handelsblad 1940, Kedok Ketawa
7. ↑  Soerabaijasch Handelsblad 1940, (untitled); Filmindonesia.or.id, Kedok Ketawa
8. ↑  Biran 2009，第232–233, 244頁.
9. ↑  Imanjaya 2006，第38頁; Said 1992，第102頁
10. ↑  Biran 2009，第175–176頁.
11. ↑  Biran 2009，第274頁.
12. 1 2  Bataviaasch Nieuwsblad 1940, Filmaankondiging Cinema Palace.
13. ↑  Filmindonesia.or.id, Kedok Ketawa.
14. ↑  Saeoren 1940, (untitled).
15. 1 2  Biran 2009，第233頁.
16. ↑  Filmindonesia.or.id, Basuki Resobowo; Filmindonesia.or.id, Eddy Kock; Filmindonesia.or.id, Oedjang; Filmindonesia.or.id, RS Fatimah
17. ↑  Filmindonesia.or.id, Basuki Resobowo.
18. ↑  Tjahaja 1944, (untitled).
19. ↑  Biran 2012，第291頁.
20. ↑  Heider 1991，第14頁.
21. ↑  Biran 2009，第351頁.